# Blueprint (альбом)
Blueprint — четвёртый студийный альбом ирландского гитариста Рори Галлахера, вышедший в 1973 году. Первоначально был выпущен в формате виниловой пластинки, но был переиздан в 2000 году в CD-формате с двумя новыми дополнительными песнями.

## Информация о альбоме
На этой записи Галлахер решает улучшить свою музыку добавлением клавишника в состав группы. Его новый барабанщик Rod deAth (который заменил Wilgar Campbell) посоветовал Lou Martin на должность клавишника. Новый состав сошёлся и просуществовал пять лет.

## Список композиций

### Сторона один
1. «Walk on Hot Coals» — 7:03
2. «Daughter of the Everglades» — 6:13
3. «Banker’s Blues» — 4:46
4. «Hands Off» — 4:31

### Сторона два
1. «Race the Breeze» — 6:54
2. «Seventh Son of a Seventh Son» — 8:25
3. «Unmilitary Two-Step» — 2:49
4. «If I Had a Reason» — 4:30

### CD-издание 2000 года
1. «Stompin' Ground» — 3:31
2. «Treat Her Right» — 4:00